# صحافة تحليلية
تسعى الصحافة التحليلية إلى إدراك المغزى من حقيقة معقدة في سبيل الوصول إلى فهم عام. وتشمل بعض عناصر الصحافة الاستقصائية والتغطية الإخبارية التفسيرية. ويمكن التعامل مع الصحافة التحليلية على أنها استجابة للاتصال الاحترافي من وكلاء أقوياء والإغراق المعلوماتي وزيادة التعقيد في عالم ينزع إلى العولمة. وتهدف إلى تقديم تفسيرات للواقع مستندة إلى الأدلة، وكثيرًا ما تتعارض مع الأساليب السائدة لفهم ظاهرة معينة.
إن هذه الصحافة مميزة من حيث الممارسات البحثية والمنتج الصحفي. وفي بعض الأوقات، تستخدم منهجيات بحوث العلوم الاجتماعية. ويكتسب الصحفي خبرة في موضوع بعينه، حتى يتمكن من التعرف على الظاهرة غير الواضحة بسهولة. وفي أفضل حالاتها، تكون الصحافة الاستقصائية تحليلية للغاية، ولكنها تهدف في المقام الأول إلى كشف الحقائق؛ بينما الهدف الأساسي للصحافة التحليلية هو تفسير هذه الحقائق. وتقوم بوضع قرينة لموضوعها عن طريق وصف الخلفية والتفاصيل التاريخية والبيانات الإحصائية. وتكون النتيجة تفسيرًا شاملاً الغرض منه تشكيل مفهوم الجمهور حول الظاهرة. وتطمح الصحافة التحليلية إلى جمع بيانات متنوعة والكشف عن العلاقات التي لا تتضح فورًا؛ وكثيرًا ما تكمن فعاليتها في التحليل بين الحقائق وليس الحقائق ذاتها، كما أنها ترتبط بشكل حرج بالحُجج والتفسيرات الأخرى. وبهذه الطريقة، يحاول الصحفيون التحليليون تقديم فهم أعمق للقضية.

## ما الذي يستفيد منه الصحفيون التحليليون
بينما تحاول الصحافة التحليلية التفوق على التقارير الإخبارية المعتادة، المصممة في المقام الأول لنقل الحقائق، لا بد للصحفيين التحليليين من الاستفادة من الأساليب النقدية التي تسمح لهم بتقديم المعلومات بطريقة تميزها عن الأخبار الجادة. وتطبق الصحافة التحليلية كثيرًا الأسلوب العلمي في اختبار الفرضيات مقابل الدليل وإعادة اختبارها. ويتم اختبار الافتراضات بانتظام من خلال التحقق من الفرضيات والتأكد منها وتغييرها.
يحاول الصحفيون التحليليون وضع أطر وزوايا جديدة يمكن من خلالها إعادة تشكيل الفهم. ويساعدون في وضع الخلفية في الطليعة و«بالتالي جعلها متاحة للمباحثة والمفهوم الجماعي».
تنشأ شرعية صوت المؤلف عن التجميع المترابط منطقيًا للحقائق والأدلة.

## تعريفات إضافية
وفقًا لآدم وكلارك ينبغي أن يستخرج الصحفيون التحليليون ويتبنون منهجيات من مبادئ أخرى، وذلك في سبيل توسيع نطاق الصحافة بحيث تضم المزيد من المعرفة والأساليب التي وضعها المؤرخون وعلماء الاجتماع وعلماء الأنثروبولوجيا والنقاد.
يستخدم معهد الصحافة التحليلية (Institute of Analytic Journalism) تعريفًا عامًا إلى حدٍ ما ويضعه في إطار منهج نقدي: «يستخدم التفكير والتحليل النقدي مجموعة متنوعة من الأدوات الفكرية والأساليب في فهم ظواهر متعددة ونقل نتائج هذه الآراء إلى عدد كبير من الجمهور بطرق شتى.»
يسلط تعريف أكثر عملية قدمه جونسون الضوء على المتغيرات الضرورية للتفكير التحليلي: «طرح السؤال المناسب والكشف عن المعلومات المناسبة واستخراجها واستخدام الأدوات التحليلية المناسبة والكشف عما تعرفه من خلال وسيلة الإعلام التي تتناسب مع القصة.»
ويقارن دي بورغ الصحافة التحليلية بتقديم التقارير الإخبارية: «التقارير الإخبارية وصفية ويحظى مقدمو التقارير الإخبارية بالإعجاب عندما يصفون الخبر بطريقة دقيقة وتفسيرية وقوية أو محركة للمشاعر، بغض النظر عن وسيلة الإعلام المستخدمة. وعلى الجانب الآخر، تطمح الصحافة التحليلية إلى تناول المعلومات المتاحة وإعادة تشكيلها؛ مما يساعدنا في طرح أسئلة عن الموقف أو التصريح ورؤيته من منظور مختلف.» ولذلك، يرى دي بورغ أن دور الصحفيين التحليليين هو كما يلي: «إن المهام المحددة إذا كان من الممكن تقسيم صحافة اليوم إلى ثلاث وظائف أساسية تقريبًا: صائد-جامع المعلومات والمنقح والمفسر. ويبدو أن الصحفيين يتخذون موقفًا آمنًا بشكل معقول فقط في دور» المفسر«، كما الراوي. ومن أجل» التفسير«، ينبغي عليهم القيام بأكثر من» الإبلاغ«... ما ينبغي أن يقوله رئيس الوزراء أو جنرال».

## كيفية إضافة الصحافة التحليلية أشكالاً أخرى من الصحافة
بينما تهدف الصحافة الاستقصائية إلى الكشف عن الحقائق، فإن هدف الصحافة التحليلية هو التفسير. ومن خلال اقتفاء أثر الدليل، تميل الصحافة الاستقصائية بدرجة أكبر إلى اتباع طرف مذنب معين، في حين أن الصحافة التحليلية أكثر ميلاً إلى اقتفاء أثر ذلك الدليل لزيادة فهم المسألة أو الظاهرة. وتركز الصحافة التحليلية على استخراج معنى من المعلومات والذي ربما لا يكون خفيًا، ولكنه مشتت.
تتضمن الصحافة التحليلية أساليب صحفية مختلفة وإستراتيجيات وأنواعًا. ويبين الشكل الموضح أدناه الخصائص المميزة للصحافة التحليلية. ويسلط الضوء على كيفية استنباط الصحافة التحليلية من العديد، ولكن ليس جميع، المبادئ الصحفية.

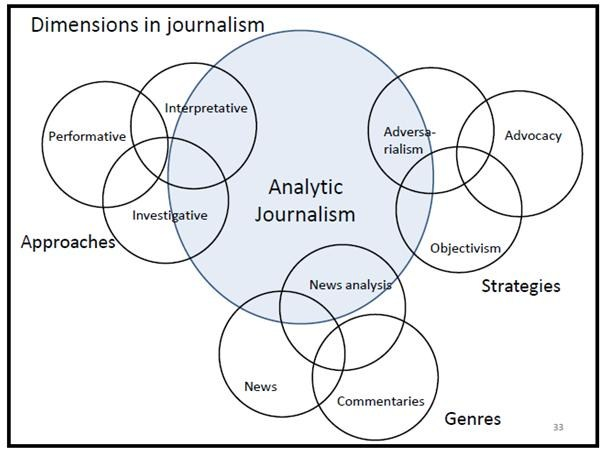
الأبعاد في الصحافة

## وصلات خارجية
- Institute for Analytic Journalism
- Institute for Analytic Journalism Proposal Paper
- NEA Arts Journalism Institute: Analytic Journalism